# Ізоспороз
Ізоспороз (також цистоізоспороз; англ. isosporiasis / cystoisosporiasis, застаріле — кокцидіоз) — людська кишкова інфекційна хвороба, яку спричинює Cystoisospora / Isospora belli. Як правило, спричинюється рясна діарея. Особливо тяжким є перебіг у хворих на ВІЛ-інфекцію. Ізоспороз відносять до ВІЛ-асоційованих інфекцій.
Збудника у 1860 році відкрив Рудольф Вірхов.

## Етіологія
Збудники відноситься до найпростіших (Protozoa), підтип — Sporozoa, клас — Telosporea, підклас — Coccidia, загін — Eucoccidia, підряд — Eirnerlina, рід — Cystoisospora. Захворювання людини обумовлені двома видами ізоспор — Isospora hominis та I. belli. Подібно токсоплазмі для ізоспор характерне чергування статевого і безстатевого циклу розмноження. Локалізуються в тонкому кишечнику людини; ооцисти виділяються у довкілля, де зберігають життєздатність протягом кількох місяців. Є найменш поширеними з трьох кишкових кокцидій, які інфікують людей (Toxoplasma, Cryptosporidium та Cystoisospora).

## Епідеміологічні особливості
Люди заражаються заковтуючи зрілих паразитів. Це зазвичай відбувається через проковтування забрудненої їжі або води.

## Патогенез
Представники роду Cystoisospora заражають епітеліальні клітини тонкої кишки. Ізоспори, проникаючи в ці клітини, розмножуються поділом, утворюючи ооцисти. Це призводить до пошкодження кишечника, порушуються процеси всмоктування рідини і поживних речовин, розвивається діарейний синдром.

## Клінічні прояви
Розвивається гостра діарея без домішок крові, спазматичний біль у животі, що можуть тривати кілька тижнів і призводити іноді до порушення всмоктування і втрати ваги. У пацієнтів з імунодепресією, а також у дітей раннього віку діарея може бути тяжкою і тривалішою.

## Діагностика
У половини хворих спостерігається еозинофілія. Обстеження випорожнень є головним методом діагностики ізоспорозу. Чим більше досліджень, тим вище ймовірність підтвердження. Кращі результати при використанні методів концентрації випорожнень, що дозволяє виявити збудників при їх незначному вмісті у фекальних масах. Використання сульфату цинку або флотація з цукром є найбільш чутливою технікою концентрації калу. Також застосовують методи з використанням одноразових концентраторів для центрифугування.

## Лікування
При клінічно виражених формах призначають триметоприм / сульфаметоксазол по 0,16 — 0,8 г всередину 4 рази на добу упродовж 10 днів, потім 2 рази на добу протягом 3 тижнів. Можливо також використання піріметаміну по 0,25 г / кг всередину 3 рази на добу упродовж 14 днів. У хворих на ВІЛ-інфекцію курс лікування в подальшому продовжується до декількох тижнів. При цьому призначається триметоприм / сульфаметоксазол по 0,16 — 0,8 г 3 рази на тиждень або піріметамін у дозі 0,25 г на добу.

## Профілактика
Слід уникати харчових продуктів або води, які підозрілі можливість зараження ізоспорами. Необхідно також ретельно мити руки та здійснювати особисту гігієну. Важливо навчити дітей правил миття рук.